# Zulia (država u Venezueli)
Država Zulia (španjolski: Estado Zulia) je jedna od 23 savezne države Venezuele, koja se nalazi na sjeverozapadu zemlje pored Jezera Maracaibo.Administrativni centar države je Maracaibo, drugi po veličini grad u državi.

## Zemljopisne karakteristike
Zulia ima 3 620 189 stanovnika i površinu od 63 100 km² ona je najgušće najnaseljena venezuelanskih država.
Zulia sa zapada graniči s Kolumbijom, sa sjevera je omeđena Venezuelanskim zaljevem i Karipskim morem, s istoka graniči s državama Falcón i Lara i s juga s državama Táchirom, Méridom i Trujillom.
Zulia je najbogatija Venezuelanska država zbog velikih količina nafte koja je otkrivena oko jezera Maracaibo.

## Vanjske poveznice
- Gobernacion del zulia - Historia del Zulia[neaktivna poveznica] (šp.)
- Zulia na portalu Encyclopedia Britannica (engl.)